# Liste des patriarches catholiques coptes
Le primat de l'Église catholique copte, communauté autonome des Églises catholiques orientales, est en communion avec l'Église catholique romaine. 
En 1741 un vicariat apostolique est établi à Alexandrie pour les coptes chrétiens voulant être rattachés à l'Église catholique romaine. En 1895 le vicariat est élevé en patriarcat. En droit canon, les Patriarches sont au second rang de la hiérarchie des évêques catholiques, juste après le Pape. Le Patriarche d'Alexandrie et de toute l'Afrique des Coptes est l'un des trois patriarches d'Alexandrie.

## Vicaires apostoliques coptes d'Alexandrie
- 1644- ? Jacques Wurmers
- 1741–1744 Athanase
- 174?–1748 Juste Marsghi, vicaire général
- 1748–1751 Jakub Římař (Jacques de Kremsier)
- 1751–1757 Paul d'Angnone
- 1757–1761 Joseph de Sassello
- 1761–1778 Roche Abou Kodsi Sabak de Ghirgha (première fois)
- 1778–1781 Gervais d'Ormeal
- 1781 Roche Abou Kodsi Sabak de Ghirgha (deuxième fois)
- 1781–1783 Jean Farargi
- 1783–1785 Roche Abou Kodsi Sabak de Ghirgha (troisième fois)
- 1785–1787 Bisciai Nosser
- 1787–1788 Michelange Pacelli de Tricario
- 1788–1822 Mathieu Righet
- 1822–1831 Maximos Jouwed (ou Maxime Givaïd), patriarche en 1824 sans jamais pouvoir prendre possession de sa charge
- 1832–1855 Théodore Abou Karim
- 1855–1864 Athanase Cyriaque Khouzam
- 1864–1866 Vacance
- 1866–1876 Agapios Bishai
- 1876–1887 Antoun di Marco
- 1887–1889 Antoun Nabad, pro-vicaire
- 1889–1892 Simon Barraia, pro-vicaire
- 1892–1895 Antoun Kabes, pro-vicaire
- 1895 Cyrille Macaire

## Patriarches catholiques coptes d'Alexandrie
- 1895–1898 Cyrille Macaire, administrateur apostolique
- 1898–1908 Cyrille II Macaire
- 1908–1927 Maximos Sedfaoui, administrateur apostolique
- 1927–1947 Marc Khouzam, administrateur apostolique
- 1947-1958 Marc II Khouzam
- 1958-1986 Stephanos I Sidarouss, cardinal le 22 février 1965
- 1986-2006 Stéphane II Ghattas, cardinal le 21 février 2001
- 2006-2013 Antonios Naguib, cardinal le 20 novembre 2010
- depuis 2013 Ibrahim Isaac Sidrak